# هیگهمور (داکوتای جنوبی)
هیگهمور(به انگلیسی: Highmore) شهری در ایالت داکوتای جنوبی کشور ایالات متحده آمریکا است که جمعیت آن در سرشماری سال ۲۰۱۰ میلادی، ۷۹۵ نفر بوده‌است.